# Березовский сельсовет (Колышлейский район)
Березовский сельсовет — сельское поселение в Колышлейском районе Пензенской области Российской Федерации.
Административный центр — село Березовка.

## История
Статус и границы сельского поселения установлены Законом Пензенской области от 2 ноября 2004 года № 690-ЗПО «О границах муниципальных образований Пензенской области».
Законом Пензенской области от 15 сентября 2010 года № 1945-ЗПО в состав Березовского сельсовета вошли упразднённые Зеленовский и Хопровский сельсоветы.

## Население
| 2002  | 2010  | 2012  | 2013  | 2014  | 2015  | 2016  |
| ----- | ----- | ----- | ----- | ----- | ----- | ----- |
| 1699  | ↘1604 | ↗2834 | ↘2729 | ↘2669 | ↘2604 | ↘2488 |
| 2017  | 2018  | 2021  |       |       |       |       |
| ↘2434 | ↘2358 | ↘2016 |       |       |       |       |

## Состав сельского поселения
| № | Населённый пункт | Тип населённого пункта       | Население |
| - | ---------------- | ---------------------------- | --------- |
| 1 | Алферьевка       | деревня                      | 99        |
| 2 | Березовка        | село, административный центр | ↘1402     |
| 3 | Горелый          | посёлок                      | 58        |
| 4 | Дертево          | село                         | ↘0        |
| 5 | Зеленовка        | село                         | ↗533      |
| 6 | Лесной           | посёлок                      | 70        |
| 7 | Скрябино         | железнодорожная станция      | ↘22       |
| 8 | Соколинка        | деревня                      | 13        |
| 9 | Хопёр            | село                         | ↘675      |

### Упразднённые населённые пункты
В декабре 2015 года деревня Петровка Березовского сельсовета исключена из учётных данных административно-территориального устройства Пензенской области как населённый пункт фактически прекративший своё существование, в котором отсутствуют официально зарегистрированные жители.